# Flavio Serafini
Flavio Alves Serafini (Niterói, 27 de setembro de 1979) é um professor de sociologia e político brasileiro, filiado ao Partido Socialismo e Liberdade (PSOL). É deputado estadual pelo Rio de Janeiro e professor da Escola Politécnica de Saúde Joaquim Venâncio, instituição vinculada a Fundação Oswaldo Cruz.

## Biografia
Sua atuação política começou aos 16 anos, em defesa do passe livre e do acesso à cultura. Como estudante da Universidade Federal Fluminense, fez parte do Diretório Central dos Estudantes Livre Fernando Santa Cruz. Além do trabalho como professor da rede estadual e privada desde 2005, após 2007, dedicou-se à fundação e construção do PSOL em Niterói, sendo presidente municipal do partido por duas gestões (2008/2010 e 2012/2014).
Participou da criação do Comitê de Solidariedade aos Desabrigados de Niterói.
Foi candidato à prefeitura de Niterói em 2012, quando obteve 49.490 votos (18,5% dos válidos), e o terceiro lugar no pleito.
Foi eleito deputado estadual em 2014, para a legislatura 2015–2019, com 16.117 votos (0,20%). Em sua atuação na ALERJ, passou a integrar as Comissões Permanentes de Direitos Humanos, Educação, Meio Ambiente e Saúde e a CPI da Crise Hídrica. Propôs ainda a criação da Comissão Especial da Baía de Guanabara e a Frente Parlamentar em Defesa do Transporte Aquaviário.
Dentro do PSOL, integra uma corrente interna denominada Subverta.
Em abril de 2015, votou contra a nomeação de Domingos Brazão para o Tribunal de Contas do Estado do Rio de Janeiro, nomeação que foi muito criticada na época.
Serafini foi o candidato do PSOL à prefeitura de Niterói em 2016, tendo como candidata a vice-prefeita a professora Regina Bienestein. Ficou em terceiro lugar na eleição, com 47.069 votos (20,62% dos válidos), atrás de Felipe Peixoto (PSB) e Rodrigo Neves (PV).
Em fevereiro de 2017, votou contra a privatização da CEDAE.
Em 2018, foi reeleito deputado estadual pelo PSOL com 61.754 votos.
Na legislatura 2019–2023, foi eleito presidente da Comissão de Educação da ALERJ para o biênio 2019-2021.
Em 2020, foi o candidato do PSOL à Prefeitura de Niterói, tendo ficado em 2° lugar, com 23.846 votos e 9,82% dos votos.
Foi reeleito deputado estadual em 2022, para a legislatura 2023–2027, com 71.258 votos.
Em Setembro de 2023 foi eleito Presidente do PSOL no estado do Rio de Janeiro, com mandato até 2025.
Em fevereiro de 2024, votou contra o fim do afastamento da deputada Lucinha, determinado pelo Tribunal de Justiça do estado por ela ser acusada de possuir ligações com milicianos.